# Sören Gyll
John Sören Gyll, född 26 december 1940 i Skorped, Västernorrlands län, är en svensk företagsledare.

## Biografi
Sören Gylls far var småföretagare i Västernorrland. År 1963 började Gyll sitt yrkesliv som säljare på Rank Xerox, 1972–1973 arbetade han på Rank Xerox Ltd i London, blev marknadsdirektör för dess svenska verksamhet 1974–1976 och var vice verkställande direktör där 1976–1977. 1977 lämnade han företaget för att bli vice VD vid Uddeholms Sweden AB, chef för Uddeholm Tooling 1980 samt VD för Uddeholms Sweden AB 1981–1984. Han var även VD för Procordia AB 1984–1992.
Vid bolagsstämman i maj 1992 efterträdde Gyll Christer Zetterberg som verkställande direktör för Volvo, en tjänst som han hade till 1997. Gyll medverkade 1995 till bildandet av Pharmacia & Upjohn, vars styrelseordförande han blev. Han var ordförande i Svenskt Näringsliv 2001–2004.
Gyll har haft styrelseuppdrag i Pharmacia & Upjohn, Skanska, SKF, SCA och MODO Hockey. Han invaldes 1990 som ledamot av Kungliga Ingenjörsvetenskapsakademien. I september 2009 blev han ordförande för Konsortium Jakobs rådgivande kommitté. Konsortiet hade som mål att köpa Volvo Personvagnar från Ford, men Ford valde under våren 2010 kinesiska Geely som köpare.

### Uttalanden och skrivelser
Sören Gyll har i egenskap av en av landets viktigaste företagsledare uttalat sig kritiskt till den svenska tillväxtpolitiken. Till antologin Makten framför allt (2005) har Sören Gyll bidragit med "Är tillväxt ett tomt ord för Persson?".

### Kritik
Om Gyll har P.G. Gyllenhammar sagt, efter att Volvo-Renault-affären gick i stöpet, att "Sören Gyll det var en svekfull djävul". Sören Gyll spelade en avgörande roll för att fusionen mellan Volvo och Renault på 90-talet aldrig blev av.

### Familj
Sören Gyll är son till Josef och Gertrud Gyll. Han är gift med läkaren Lilly Hellman. Paret har tillsammans tre barn.

## Utmärkelser
Han mottog 2002 Ekonomiska forskningsinstitutet vid Handelshögskolan i Stockholms årliga pris, kallat SSE Research Award (tidigare EFI Research Award) till personer som "aktivt bidragit till att skapa goda förutsättningar för forskning inom de administrativa och ekonomiska vetenskaperna".